# Pena Verde
Pena Verde ist eine von 13 Gemeinden des portugiesischen Kreises Aguiar da Beira. In Pena Verde leben 715 Einwohner (Stand 19. April 2021) auf einer Fläche von 29,4 km².
Der Ort war zwischen 1240 und 1836 Sitz eines Kreises.